# 荻原拓也
荻原 拓也（おぎわら たくや、1999年11月23日 - ）は、埼玉県川越市出身のプロサッカー選手。Jリーグ・浦和レッズ所属。ポジションはディフェンダー、ミッドフィールダー、フォワード。

## 略歴
1FC川越水上公園から浦和レッズの下部組織に入団してジュニアユース、ユースまでキャリアを歩んだ。2017年11月、浦和レッズのユースからトップチームに昇格を果たした。
2018年、浦和レッズのトップチームに入団。3月7日、ルヴァンカップ第1節名古屋グランパス戦、スタメンでプロデビューを果たすと、2ゴールの大活躍でチームの今シーズン初勝利に大きく貢献した。8月15日、第22節ジュビロ磐田戦で途中出場すると、プロ初アシストを果たしチームの大勝に貢献した。12月1日、最終節FC東京戦でJ1リーグ初スタメン入りを果たし、勝利に貢献した。
2020年8月、アルビレックス新潟に期限付き移籍。
2021年は京都サンガに期限付き移籍。加入後すぐに左サイドバックのレギュラーを獲得し、自己最多となるリーグ戦40試合に出場。京都の12年ぶりJ1昇格に大きく貢献した。
2022年シーズンも期限付き期間を延長し京都に残留。
2023年、浦和レッズに復帰。10月20日、J1第30節柏レイソル戦で復帰後初ゴールを決め勝利に貢献した。主に左右のSBとして定位置を掴み、公式戦53試合出場とチームに貢献した。
2024年1月12日、クロアチア1部の名門ディナモ・ザグレブに2025年1月20日までの1年間期限付き移籍することを発表。背番号は「3」に決定した。9月17日、UEFAチャンピオンズリーグのリーグフェーズ初戦、バイエルン・ミュンヘン戦でチャンピオンズリーグデビューを果たし、デビュー戦でゴールを決めた。
2025年1月4日、浦和レッズへの復帰が発表された。

## 所属クラブ
- 1FC川越水上公園（川越市立大東東小学校）
- 2012年 - 2014年 浦和レッズジュニアユース（川越市立野田中学校）
- 2015年 - 2017年 浦和レッズユース（埼玉県立いずみ高等学校）
  - 2017年 浦和レッズ（2種登録選手）
- 2018年 - 浦和レッズ
  - 2020年8月 - 同年12月 アルビレックス新潟 （期限付き移籍）
  - 2021年 - 2022年 京都サンガF.C.（期限付き移籍）
  - 2024年1月 - 2025年1月 NKディナモ・ザグレブ（期限付き移籍）

## 個人成績
| 国内大会個人成績 | 国内大会個人成績 | 国内大会個人成績 | 国内大会個人成績 | 国内大会個人成績 | 国内大会個人成績 | 国内大会個人成績 | 国内大会個人成績 | 国内大会個人成績 | 国内大会個人成績 | 国内大会個人成績 | 国内大会個人成績 |
| 年度             | クラブ           | 背番号           | リーグ           | リーグ戦         | リーグ戦         | リーグ杯         | リーグ杯         | オープン杯       | オープン杯       | 期間通算         | 期間通算         |
| 年度             | クラブ           | 背番号           | リーグ           | 出場             | 得点             | 出場             | 得点             | 出場             | 得点             | 出場             | 得点             |
| 日本             | 日本             | 日本             | 日本             | リーグ戦         | リーグ戦         | リーグ杯         | リーグ杯         | 天皇杯           | 天皇杯           | 期間通算         | 期間通算         |
| ---------------- | ---------------- | ---------------- | ---------------- | ---------------- | ---------------- | ---------------- | ---------------- | ---------------- | ---------------- | ---------------- | ---------------- |
| 2018             | 浦和             | 26               | J1               | 8                | 0                | 7                | 2                | 2                | 0                | 17               | 2                |
| 2019             | 浦和             | 26               | J1               | 4                | 0                | 2                | 0                | 1                | 0                | 7                | 0                |
| 2020             | 浦和             | 26               | J1               | 1                | 0                | 2                | 0                | -                | -                | 3                | 0                |
| 2020             | 新潟             | 7                | J2               | 24               | 0                | -                | -                | -                | -                | 24               | 0                |
| 2021             | 京都             | 17               | J2               | 40               | 2                | -                | -                | 1                | 0                | 41               | 2                |
| 2022             | 京都             | 17               | J1               | 21               | 2                | 4                | 0                | 0                | 0                | 25               | 2                |
| 2023             | 浦和             | 26               | J1               | 28               | 1                | 10               | 0                | 3                | 0                | 41               | 1                |
| 2023-24          | NKディナモ       | 3                | プルヴァHNL      | 6                | 0                | -                | -                | 3                | 0                | 9                | 0                |
| 2024-25          | NKディナモ       | 3                | プルヴァHNL      | 6                | 0                | -                | -                | 1                | 0                | 7                | 0                |
| 通算             | 日本             | 日本             | J1               | 62               | 3                | 25               | 2                | 6                | 0                | 93               | 5                |
| 通算             | 日本             | 日本             | J2               | 64               | 2                | -                | -                | 1                | 0                | 65               | 2                |
| 通算             | クロアチア       | クロアチア       | プルヴァHNL      | 12               | 0                | -                | -                | 4                | 0                | 16               | 0                |
| 総通算           | 総通算           | 総通算           | 総通算           | 138              | 5                | 25               | 2                | 11               | 0                | 174              | 7                |

その他の公式戦
- 2022年
  - J1参入プレーオフ 1試合0得点

| 国際大会個人成績 | 国際大会個人成績 | 国際大会個人成績 | 国際大会個人成績 | 国際大会個人成績 | FIFA      | FIFA      |
| 年度             | クラブ           | 背番号           | 出場             | 得点             | 出場      | 得点      |
| AFC              | AFC              | AFC              | ACL              | ACL              | クラブW杯 | クラブW杯 |
| ---------------- | ---------------- | ---------------- | ---------------- | ---------------- | --------- | --------- |
| 2019             | 浦和             | 26               | 1                | 0                | -         | -         |
| 2022             | 浦和             | 77               | 2                | 0                | -         | -         |
| 2023/24          | 浦和             | 26               | 6                | 0                | 3         | 0         |
| 2025             | 浦和             | 26               | -                | -                | 3         | 0         |
| 通算             | AFC              | AFC              | 9                | 0                | 6         | 0         |

その他の国際公式戦
- 2023年
  - AFCチャンピオンズリーグ2023/24・プレーオフ 1試合0得点
- 2024年
  - UEFAチャンピオンズリーグ 2024-25・プレーオフ 2試合0得点
  - UEFAチャンピオンズリーグ 2024-25 3試合1得点

出場歴
- Jリーグ初出場 - 2018年3月18日 J1第4節 横浜F・マリノス戦（埼玉スタジアム2002）

## タイトル

### クラブ
浦和レッズジュニアユース
- 高円宮杯全日本ユース(U-15)サッカー選手権大会：1回（2013年）
- 関東ユース (U-15)サッカーリーグ：1回（2013年）

浦和レッズユース
- 高円宮杯U-18サッカーリーグ プリンスリーグ関東：1回（2016年）
- Jユースカップ：1回（2015年）
- Jリーグインターナショナルユースカップ：1回（2015年）
- イギョラカップ：1回（2017年）

浦和レッズ
- 天皇杯 JFA 全日本サッカー選手権大会：1回（2018年）
- AFCチャンピオンズリーグ：1回（2022年）

ディナモ・ザグレブ
- プルヴァHNL：1回（2023-24）
- フルヴァツキ・ノゴメトニ・クプ：1回（2023-24）

## 代表歴
- U-18日本代表
  - U18リスボン国際トーナメント（2017年）
  - SBSカップ 国際ユースサッカー（2017年）
  - U19-Four Nations（2017年）
  - AFC U-19選手権・予選（2017年）
- U-19日本代表
  - インドネシア遠征（2018年）
  - ロシア遠征（2018年）
  - メキシコ遠征（2018年）
  - AFC U-19選手権（2018年）
- U-20日本代表
  - 欧州遠征（2019年）